# Robert Carrier (chef)
Robert Carrier OBE (10 de noviembre de 1923 - 27 de junio de 2006) fue un chef, restaurador y cocinero escritor de la gastronomía estadounidense.

## Biografía
Nacido en los Estados Unidos, Robert Carrier se trasladó a Europa durante la Segunda Guerra Mundial. Tras realizar un magazine, trabajó en la radiodifusión y relaciones públicas como periodista. Vivió en Francia e Italia antes de trasladarse a Londres en 1953; y en 1957 escribió su primer artículo culinario, que vendió a Harper's Bazaar. Pronto se dedicaría a escribir regularmente para las revistas especializadas, siendo un asiduo de Vogue, en la que escribía una columna semanal para el Sunday Times. Esta columna le trajo celebridad y la empleó para promocionar sus libros de cocina y cartas-receta.

## Televisión
- 1975 Carrier's Kitchen
- 1980 Food, Wine & Friends
- 1994 The Gourmet Vegetarian
- 1996 Carrier's Caribbean, serie en 12 partes de la BBC2